# James Denton
James Thomas Denton Jr. (Nashville, , Tennessee, 1963. január 20. –) amerikai színész. Legismertebb szerepe: Mike Delfino a Született feleségek című sorozatban.

## Korai évek
James a , Tennessee-beli Nashville-ben született, egy háromgyermekes család második tagjaként, de a szomszédos Goodlettsville-ben nőtt fel. Édesapja J.T. Denton fogorvos, a hadseregben szolgált. Édesanyja Mary Jean Woolslair Denton 2002-ben emlőrákban hunyt el.
James a Tennessee Egyetemre járt, ahol a Sigma Alpha Epsilon testvériség tagja volt. Televízió és újságírás szakon szerzett diplomát. Mielőtt színész lett, reklámokat adott el rádióknak.
Színészkedni 23 éves korában kezdett a nashville-i közösségi színházban. Ezután Kaliforniába költözött, hogy főállású színész lehessen. Korai éveiben a Jamie Denton nevet használta.

## Pályafutása
James első szerepeit sorozatokban kapta. Feltűnt többek között az Ally McBeal, Az elnök emberei,  a JAG – Becsületbeli ügyek, a Végveszélyben és a Reba című sorozatokban. Játszott a Sliders egy epizódjában is.
Filmes debütálására a John Travolta és Nicolas Cage főszereplésével készült Ál/Arc című 1997-es moziban került sor.
2004-ben kapta meg Mike Delfino szerepét a nagy sikerű Született feleségek című sorozatban.
A Született feleségek-beli állandó szerepe mellett más televíziós filmekben is szerepet vállalt.
James egy karitatív együttesben, a Band from TV-ben gitározik, aminek többek között a sorozatbeli feleségét alakító Teri Hatcher és Hugh Laurie, a Doktor House címszereplője is tagja.

## Magánélete
James kétszer nősült. Első felesége, a szintén színésznő Jenna Lyn Ward, akivel 1997 és 2000 között voltak házasok. Második házasságát 2002. december 16-án kötötte Erin O'Bien-nel, akivel két közös gyermekük van. Sheppard 2003-ban, Malin pedig 2005-ben született.
James Denton nagy baseball rajongó, több bajnokságon is részt vett és megvásárolta a Golden Basebball League "The Fullerton Flyers" nevű csapatát, ami ma már a The Orange County Flyers nevet viseli. James nem pusztán befektető, hanem aktívan részt vesz a csapat szervezésében, a játékosok kiválasztásában.
Karjára  az édesapja monogramját, születési- és elhalálozási dátumát, valamint haditengerészetbeli azonosítószámát tetováltatta.

## Filmjei, sorozatai
| Év        | Magyar cím Eredeti cím        | Szerep                      | Magyar hangja                  |
| --------- | ----------------------------- | --------------------------- | ------------------------------ |
| 1993      | Thieves Quartet               | Ray Higgs                   |                                |
| 1994      | Basic Football                | Quarterback                 |                                |
| 1995      | Hunter's Moon                 | Nick                        |                                |
| 1996      | Sliders                       | Jack Bullock                | Rosta Sándor                   |
| 1996      | Moloney                       | Rocky Talese                |                                |
| 1996      | Dark Skies                    | Robert Winter               |                                |
| 1997      | Öri-hari                      | Keith Marks                 | Czvetkó Sándor                 |
| 1997      | Ál/Arc                        | Buzz                        | Dózsa Zoltán                   |
| 1998      | A nemzet színe-java           | Mitchs                      |                                |
| 2000      | Locked Up Down Shorty's       | Danny                       |                                |
| 2000      | Két pasi meg egy csajszi      | Dr. Howard Zaunaveld        |                                |
| 2000      | Ally McBeal                   | Jimmy Bender                |                                |
| 1997-2000 | A kaméleon                    | Mr. Lyle                    | Haás Vander Péter              |
| 2000      | Az elnök emberei              | Tom Jordan                  |                                |
| 2001      | Philly                        | Augustus ’Jack’ Ripley bíró | Széles Tamás                   |
| 2002      | The Drew Carey Show           | önmaga                      |                                |
| 1996-2003 | JAG - Becsületbeli ügyek      | Mr. Lyle                    |                                |
| 2003-2004 | Végveszélyben                 | John Kilmer                 |                                |
| 2005-2006 | Reba                          | Dr. Morgan                  |                                |
| 2006      | Assumption                    | John                        |                                |
| 2006      | Duplán az igazi               | Dr. Kessler                 |                                |
| 2007      | Ascension Day                 | John barát                  |                                |
| 2007      | Zombik városa: Nincs menekvés | Elmer Winslow               | Sztarenki Pál                  |
| 2007      | A sci-fi mesterei             | Barney Curran               | Lux Ádám                       |
| 2007      | Apai felügyelet               | John Sullivan               |                                |
| 2008      | Megkínozva                    | Murphy ügynök               | Kautzky Armand                 |
| 2008      | American Idol                 | Band from TV                |                                |
| 2004-2011 | Született feleségek           | Mike Delfino                | Selmeczi Roland Kautzky Armand |
| 2010      | Szexterápia                   | Luke                        |                                |
| 2011      | All-Star Superman             | Superman / Clark Kent       |                                |
| 2012      | Vérmes négyes                 | Kerouac Cowboy              |                                |
| 2012      | Karaoke Man                   | Slim                        |                                |
| 2013      | A lélek zenéje                | Johnny Trey                 | Haás Vander Péter              |
| 2014      | Stranded in Paradise          | Carter                      |                                |
| 2014      | Hunger in America             | narrátor                    |                                |
| 2015      | Az új legjobb barátom         | Cooper Brawn                | Lux Ádám                       |
| 2015-     | Parányi varázslat             | Dr. Sam Radford             |                                |
| 2016      | Született szobalányok         | Peter Hudson                |                                |
| 2016      | For Love & Honor              | Tom Brennan                 |                                |
| 2018      | NCIS: New Orleans             | Deckard kapitány            |                                |
| 2018      | Wake                          | Joe Frederickson            |                                |
| 2020      | Selfie Dad                    | Steve                       |                                |

## jegyzetek
1. ↑  SNAC (angol nyelven). (Hozzáférés: 2017. október 9.)
2. ↑  James Denton Biography
3. ↑  Archivált másolat. [2010. augusztus 18-i dátummal az eredetiből archiválva]. (Hozzáférés: 2011. március 9.)